# Jonathan Spector
Jonathan Spector (Arlington Heights, 1º marzo 1986) è un ex calciatore statunitense, di ruolo difensore.
Assieme a Christopher Burke, è il primatista di presenze (8) con la casacca del Birmingham City nelle competizioni calcistiche europee.

## Biografia
Spector è cresciuto ad Arlington Heights, un sobborgo di Chicago da dove proviene anche il calciatore Brian McBride. Sua madre è emigrata negli Stati Uniti dalla Germania con la sua famiglia all'età di quattro anni, per questo Spector possiede il passaporto tedesco. Suo nonno, Art Spector, fu il primo cestista ad essere ingaggiato dai Boston Celtics nel 1946 e morì nel 1987, quando Jonathan aveva un anno.
Si è laureato alla US Soccer Federation Academy di Bradenton, in Florida.

## Carriera

### Club

#### Gli inizi al Manchester Utd ed il prestito al Charlton
Iniziò a giocare negli USA. Nel 2003 partecipò alla Milk Cup in Irlanda del Nord. A causa degli infortuni che avevano decimato la squadra, il suo allenatore si ritrovò senza difensori e fu costretto a schierare Spector, che allora giocava come attaccante, in difesa.
Spector non aveva mai giocato in quel ruolo ma giocò così bene da essere notato da un osservatore del Manchester United che lo fece ingaggiare. Il suo trasferimento in Inghilterra fu facilitato dal possesso del passaporto tedesco.
Esordì con i Red Devils l'8 agosto 2004 nel Charity Shield contro l'Arsenal al Millennium Stadium, diventando il più giovane statunitense a giocare nel Manchester United.
Fu schierato per la prima volta da titolare nei preliminari di Champions League contro la Dinamo Bucarest. Comunque fu molto difficile per lui trovare spazio in prima squadra e l'allenatore Alex Ferguson ritenne migliore un'esperienza in prestito per il giovane americano.
Così nel 2005 passò in prestito al Charlton Athletic, un'altra squadra di Premier League. Nel precampionato impressionò positivamente l'allenatore del Charlton Alan Curbishley che lo considerava il miglior difensore della sua squadra. A causa di un infortunio saltò la prima partita di campionato. Esordì il 9 settembre in casa del Chelsea, entrando in campo al 70' al posto di Chris Powell. Con il Charlton in totale giocò 24 partite.

#### West Ham
Al termine del prestito tornò al Manchester United e il 15 giugno 2006 fu acquistato dal West Ham per 500 000 £. Esordì il 28 settembre in Coppa Uefa allo Renzo Barbera contro il Palermo. Il 1º ottobre esordì in campionato contro il Reading. Nella sua prima stagione collezionò 28 presenze tra Premier League, Coppa Uefa e FA Cup.
Il 10 novembre 2007 ha segnato il suo primo gol contro il Derby County in campionato, ma la rete è stata assegnata al giocatore del Derby County Eddie Lewis.
Nella stagione 2008-2009 un infortunio lo ha tenuto lontano dal campo per sei mesi e ha giocato solo nove partite, cinque di queste partendo dalla panchina.
Il 30 novembre 2010 ha segnato una doppietta nella partita contro la sua ex squadra, il Manchester United, vinta per 4-0 in Football League Cup. Il 22 gennaio 2011 ha segnato il primo gol in campionato contro l'Everton a Goodison Park.
Con il West Ham ha collezionato più di 100 presenze.

#### Birmingham City
Il 2 agosto 2011, dopo essersi svincolato dal West Ham, è passato al Birmingham City.

### Nazionale
Ha giocato da titolare le quattro partite del Campionato mondiale di calcio Under-17 2003 che si è svolto in Finlandia. Ha partecipato anche ai Mondiali Under-20 del 2005 nei Paesi Bassi.
Il 17 novembre 2004 ha esordito con la nazionale maggiore a Columbus in Ohio contro la Giamaica in una partita valida per le qualificazioni ai Mondiali del 2006. Una volta ottenuta la qualificazione, la buona stagione disputata con il Charlton aveva fatto pensare a una sua convocazione per questa competizione, ma a causa di un infortunio alla spalla non è stato convocato.
Nel 2007 ha vinto la CONCACAF Gold Cup giocando anche in finale contro il Messico. In quella partita è stato sostituito da Frankie Simek dopo uno scontro con il centrocampista messicano Andrés Guardado.
Ha giocato tutte le partite della FIFA Confederations Cup 2009 che la Nazionale statunitense ha concluso al secondo posto. È stato convocato per i Mondiali del 2010 in Sudafrica.

## Statistiche

### Presenze e reti nei club
Statistiche aggiornate al 19 maggio 2013.
| Stagione               | Squadra                | Campionato             | Campionato | Campionato | Coppe nazionali | Coppe nazionali | Coppe nazionali | Coppe continentali | Coppe continentali | Coppe continentali | Altre coppe | Altre coppe | Altre coppe | Totale | Totale |
| Stagione               | Squadra                | Comp                   | Pres       | Reti       | Comp            | Pres            | Reti            | Comp               | Pres               | Reti               | Comp        | Pres        | Reti        | Pres   | Reti   |
| ---------------------- | ---------------------- | ---------------------- | ---------- | ---------- | --------------- | --------------- | --------------- | ------------------ | ------------------ | ------------------ | ----------- | ----------- | ----------- | ------ | ------ |
| 2003-2004              | Manchester Utd         | PL                     | 0          | 0          | FACup+CdL       | 0+0             | 0               | UCL                | -                  | -                  | CS          | -           | -           | 0      | 0      |
| 2004-2005              | Manchester Utd         | PL                     | 3          | 0          | FACup+CdL       | 1+0             | 0               | UCL                | 2                  | 0                  | CS          | 1           | 0           | 7      | 0      |
| Totale Manchester Utd  | Totale Manchester Utd  | Totale Manchester Utd  | 3          | 0          |                 | 1               | 0               |                    | 2                  | 0                  |             | 1           | 0           | 7      | 0      |
| 2005-2006              | Charlton               | PL                     | 20         | 0          | FACup+CdL       | 2+0             | 0               | -                  | -                  | -                  | -           | -           | -           | 22     | 0      |
| 2006-2007              | West Ham               | PL                     | 25         | 1          | FACup+CdL       | 2+0             | 0               | CU                 | 1                  | 0                  | -           | -           | -           | 28     | 1      |
| 2007-2008              | West Ham               | PL                     | 26         | 0          | FACup+CdL       | 1+1             | 0               | -                  | -                  | -                  | -           | -           | -           | 28     | 0      |
| 2008-2009              | West Ham               | PL                     | 9          | 0          | FACup+CdL       | 0+0             | 0               | -                  | -                  | -                  | -           | -           | -           | 9      | 0      |
| 2009-2010              | West Ham               | PL                     | 27         | 0          | FACup+CdL       | 0+2             | 0               | -                  | -                  | -                  | -           | -           | -           | 29     | 0      |
| 2010-2011              | West Ham               | PL                     | 14         | 1          | FACup+CdL       | 3+4             | 1+2             | -                  | -                  | -                  | -           | -           | -           | 21     | 4      |
| Totale West Ham        | Totale West Ham        | Totale West Ham        | 101        | 2          |                 | 13              | 3               |                    | 1                  | 0                  |             |             |             | 115    | 5      |
| 2011-2012              | Birmingham City        | FLC                    | 31+2       | 0          | FACup+CdL       | 5+1             | 0               | UEL                | 8                  | 0                  | -           | -           | -           | 47     | 0      |
| 2012-2013              | Birmingham City        | FLC                    | 29         | 0          | FACup+CdL       | 0+1             | 0+1             | -                  | -                  | -                  | -           | -           | -           | 30     | 1      |
| Totale Birmingham City | Totale Birmingham City | Totale Birmingham City | 60+2       | 0          |                 | 7               | 1               |                    | 8                  | 0                  |             |             |             | 77     | 1      |
| Totale carriera        | Totale carriera        | Totale carriera        | 184+2      | 2          |                 | 23              | 4               |                    | 11                 | 0                  |             | 1           | 0           | 221    | 6      |

### Cronologia presenze e reti in nazionale
| Cronologia completa delle presenze e delle reti in nazionale ― Stati Uniti | Cronologia completa delle presenze e delle reti in nazionale ― Stati Uniti | Cronologia completa delle presenze e delle reti in nazionale ― Stati Uniti | Cronologia completa delle presenze e delle reti in nazionale ― Stati Uniti | Cronologia completa delle presenze e delle reti in nazionale ― Stati Uniti | Cronologia completa delle presenze e delle reti in nazionale ― Stati Uniti | Cronologia completa delle presenze e delle reti in nazionale ― Stati Uniti | Cronologia completa delle presenze e delle reti in nazionale ― Stati Uniti |
| Data                                                                       | Città                                                                      | In casa                                                                    | Risultato                                                                  | Ospiti                                                                     | Competizione                                                               | Reti                                                                       | Note                                                                       |
| -------------------------------------------------------------------------- | -------------------------------------------------------------------------- | -------------------------------------------------------------------------- | -------------------------------------------------------------------------- | -------------------------------------------------------------------------- | -------------------------------------------------------------------------- | -------------------------------------------------------------------------- | -------------------------------------------------------------------------- |
| 17-11-2004                                                                 | Columbus                                                                   | Stati Uniti                                                                | 1 – 1                                                                      | Giamaica                                                                   | Qual. Mondiali 2006                                                        | -                                                                          | 77’                                                                        |
| 12-10-2005                                                                 | Washington                                                                 | Stati Uniti                                                                | 2 – 0                                                                      | Panama                                                                     | Qual. Mondiali 2006                                                        | -                                                                          |                                                                            |
| 12-11-2005                                                                 | Glasgow                                                                    | Scozia                                                                     | 1 – 1                                                                      | Stati Uniti                                                                | Amichevole                                                                 | -                                                                          |                                                                            |
| 25-3-2007                                                                  | Tampa                                                                      | Stati Uniti                                                                | 3 – 1                                                                      | Ecuador                                                                    | Amichevole                                                                 | -                                                                          | 80’                                                                        |
| 28-3-2007                                                                  | Frisco                                                                     | Stati Uniti                                                                | 0 – 0                                                                      | Guatemala                                                                  | Amichevole                                                                 | -                                                                          | 74’                                                                        |
| 2-6-2007                                                                   | San Jose                                                                   | Stati Uniti                                                                | 4 – 1                                                                      | Cina                                                                       | Amichevole                                                                 | -                                                                          | 74’                                                                        |
| 9-6-2007                                                                   | Carson                                                                     | Stati Uniti                                                                | 2 – 0                                                                      | Trinidad e Tobago                                                          | Gold Cup 2007 - 1º turno                                                   | -                                                                          |                                                                            |
| 12-6-2007                                                                  | Foxborough                                                                 | Stati Uniti                                                                | 4 – 0                                                                      | El Salvador                                                                | Gold Cup 2007 - 1º turno                                                   | -                                                                          | 81’                                                                        |
| 24-6-2007                                                                  | Chicago                                                                    | Stati Uniti                                                                | 2 – 1                                                                      | Messico                                                                    | Gold Cup 2007 - Finale                                                     | -                                                                          | 72’                                                                        |
| 22-8-2007                                                                  | Göteborg                                                                   | Svezia                                                                     | 1 – 0                                                                      | Stati Uniti                                                                | Amichevole                                                                 | -                                                                          | 64’                                                                        |
| 17-11-2007                                                                 | Johannesburg                                                               | Sudafrica                                                                  | 0 – 1                                                                      | Stati Uniti                                                                | Amichevole                                                                 | -                                                                          | 46’                                                                        |
| 26-3-2008                                                                  | Cracovia                                                                   | Polonia                                                                    | 0 – 3                                                                      | Stati Uniti                                                                | Amichevole                                                                 | -                                                                          | 73’                                                                        |
| 6-6-2009                                                                   | Chicago                                                                    | Stati Uniti                                                                | 2 – 1                                                                      | Honduras                                                                   | Qual. Mondiali 2010                                                        | -                                                                          |                                                                            |
| 15-6-2009                                                                  | Pretoria                                                                   | Stati Uniti                                                                | 1 – 3                                                                      | Italia                                                                     | Conf. Cup 2009 - 1º turno                                                  | -                                                                          |                                                                            |
| 18-6-2009                                                                  | Pretoria                                                                   | Stati Uniti                                                                | 0 – 3                                                                      | Brasile                                                                    | Conf. Cup 2009 - 1º turno                                                  | -                                                                          |                                                                            |
| 21-6-2009                                                                  | Rustenburg                                                                 | Egitto                                                                     | 0 – 3                                                                      | Stati Uniti                                                                | Conf. Cup 2009 - 1º turno                                                  | -                                                                          | 38’                                                                        |
| 24-6-2009                                                                  | Bloemfontein                                                               | Spagna                                                                     | 0 – 2                                                                      | Stati Uniti                                                                | Conf. Cup 2009 - Semifinale                                                | -                                                                          |                                                                            |
| 28-6-2009                                                                  | Johannesburg                                                               | Stati Uniti                                                                | 2 – 3                                                                      | Brasile                                                                    | Conf. Cup 2009 - Finale                                                    | -                                                                          |                                                                            |
| 5-9-2009                                                                   | Sandy                                                                      | Stati Uniti                                                                | 2 – 1                                                                      | El Salvador                                                                | Qual. Mondiali 2010                                                        | -                                                                          |                                                                            |
| 9-9-2009                                                                   | Port of Spain                                                              | Trinidad e Tobago                                                          | 0 – 1                                                                      | Stati Uniti                                                                | Qual. Mondiali 2010                                                        | -                                                                          |                                                                            |
| 10-10-2009                                                                 | San Pedro Sula                                                             | Honduras                                                                   | 2 – 3                                                                      | Stati Uniti                                                                | Qual. Mondiali 2010                                                        | -                                                                          | 87’                                                                        |
| 14-11-2009                                                                 | Bratislava                                                                 | Slovacchia                                                                 | 1 – 0                                                                      | Stati Uniti                                                                | Amichevole                                                                 | -                                                                          |                                                                            |
| 18-11-2009                                                                 | Aarhus                                                                     | Danimarca                                                                  | 3 – 1                                                                      | Stati Uniti                                                                | Amichevole                                                                 | -                                                                          | 70’                                                                        |
| 3-3-2010                                                                   | Amsterdam                                                                  | Paesi Bassi                                                                | 2 – 1                                                                      | Stati Uniti                                                                | Amichevole                                                                 | -                                                                          |                                                                            |
| 29-5-2010                                                                  | Filadelfia                                                                 | Stati Uniti                                                                | 2 – 1                                                                      | Turchia                                                                    | Amichevole                                                                 | -                                                                          | 46’                                                                        |
| 10-8-2010                                                                  | East Rutherford                                                            | Stati Uniti                                                                | 0 – 2                                                                      | Brasile                                                                    | Amichevole                                                                 | -                                                                          |                                                                            |
| 12-10-2010                                                                 | Chester                                                                    | Stati Uniti                                                                | 0 – 0                                                                      | Colombia                                                                   | Amichevole                                                                 | -                                                                          | 46’                                                                        |
| 17-11-2010                                                                 | Città del Capo                                                             | Sudafrica                                                                  | 0 – 1                                                                      | Stati Uniti                                                                | Amichevole                                                                 | -                                                                          | 46’                                                                        |
| 26-3-2011                                                                  | East Rutherford                                                            | Stati Uniti                                                                | 1 – 1                                                                      | Argentina                                                                  | Amichevole                                                                 | -                                                                          | 46’                                                                        |
| 29-3-2011                                                                  | Nashville                                                                  | Stati Uniti                                                                | 0 – 1                                                                      | Paraguay                                                                   | Amichevole                                                                 | -                                                                          | 80’                                                                        |
| 4-6-2011                                                                   | Foxborough                                                                 | Stati Uniti                                                                | 0 – 4                                                                      | Spagna                                                                     | Amichevole                                                                 | -                                                                          |                                                                            |
| 8-10-2011                                                                  | Miami Gardens                                                              | Stati Uniti                                                                | 1 – 0                                                                      | Honduras                                                                   | Amichevole                                                                 | -                                                                          | 76’                                                                        |
| 11-10-2011                                                                 | Harrison                                                                   | Stati Uniti                                                                | 0 – 1                                                                      | Ecuador                                                                    | Amichevole                                                                 | -                                                                          | 46’                                                                        |
| 29-2-2012                                                                  | Genova                                                                     | Italia                                                                     | 0 – 1                                                                      | Stati Uniti                                                                | Amichevole                                                                 | -                                                                          | 76’                                                                        |
| 8-9-2015                                                                   | Foxborough                                                                 | Stati Uniti                                                                | 1 – 4                                                                      | Brasile                                                                    | Amichevole                                                                 | -                                                                          | 73’                                                                        |
| 13-10-2015                                                                 | Oklahoma City                                                              | Stati Uniti                                                                | 0 – 1                                                                      | Costa Rica                                                                 | Amichevole                                                                 | -                                                                          | 64’                                                                        |
| Totale                                                                     |                                                                            | Presenze                                                                   | 36                                                                         |                                                                            | Reti                                                                       | 0                                                                          |                                                                            |

## Palmarès

### Nazionale
- Gold Cup: 1

2007